# Districte municipal de Zarasai
El municipi de Zarasai (en lituà: Zarasu rajono savivaldybė) és un dels 60 municipis de Lituània, situat dins del comtat d'Utena, i que forma part de la regió d'Aukštaitija. La capital del municipi és la ciutat homònima. Limita amb Letònia i Belarús.
Una part del 30% del territori està cobert per boscos –aproximadament el 65% dels quals són boscos de pins–, prop del 10% de llacs. El districte compta amb prop de 300 llacs. El més famós és el llac Sartai. Part del llac més gran de Lituània, el llac Drūkšiai, també es troba al districte municipal. Tres llacs més es troben entre els deu més grans de Lituània. La zona compta amb dos parcs regionals, el Sartai i el Gražutė. L'arbre més antic de Lituània, el roure Stelmužė, es troba en aquest municipi.

## Natura i geografia

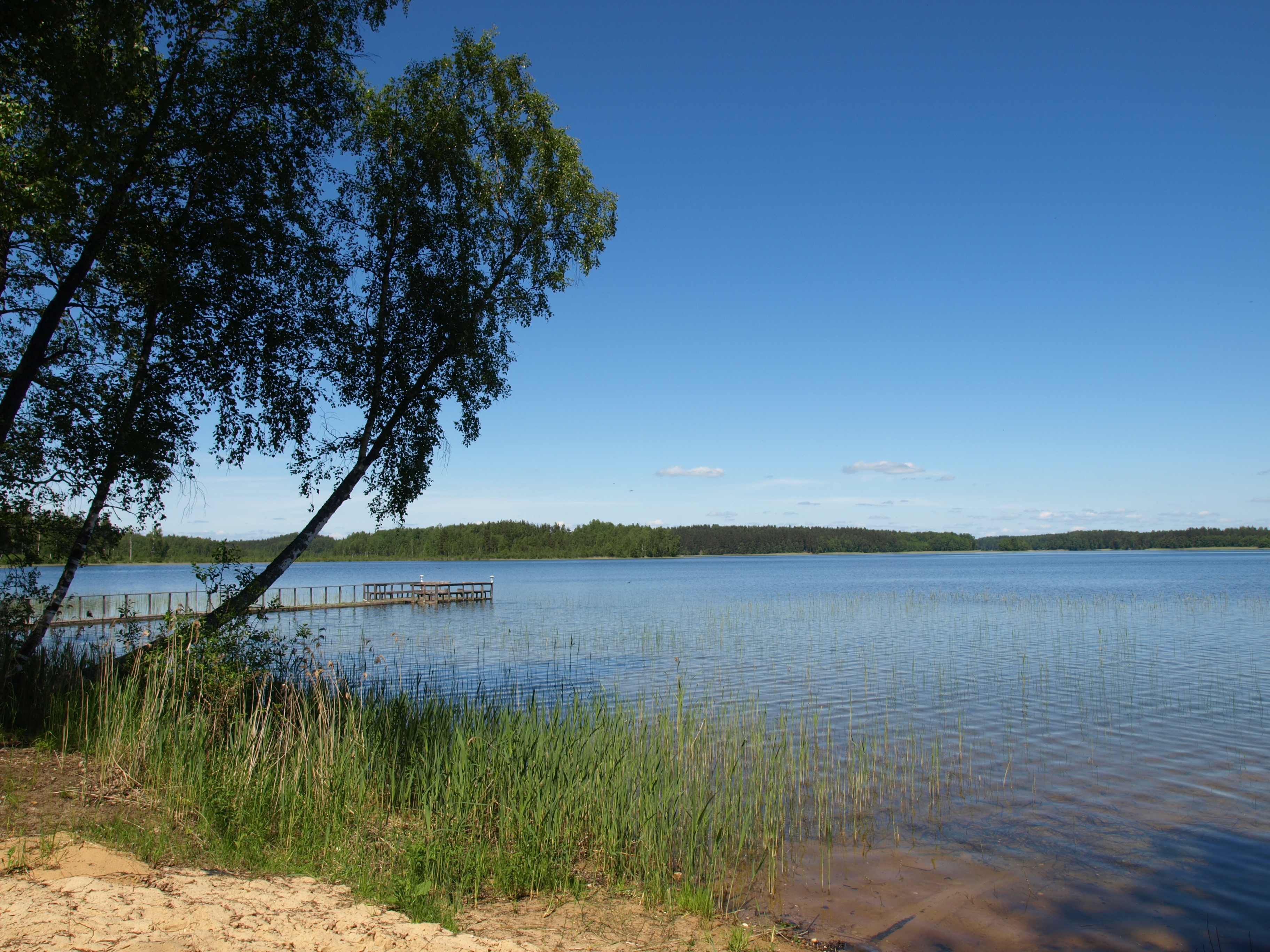
Smalvas
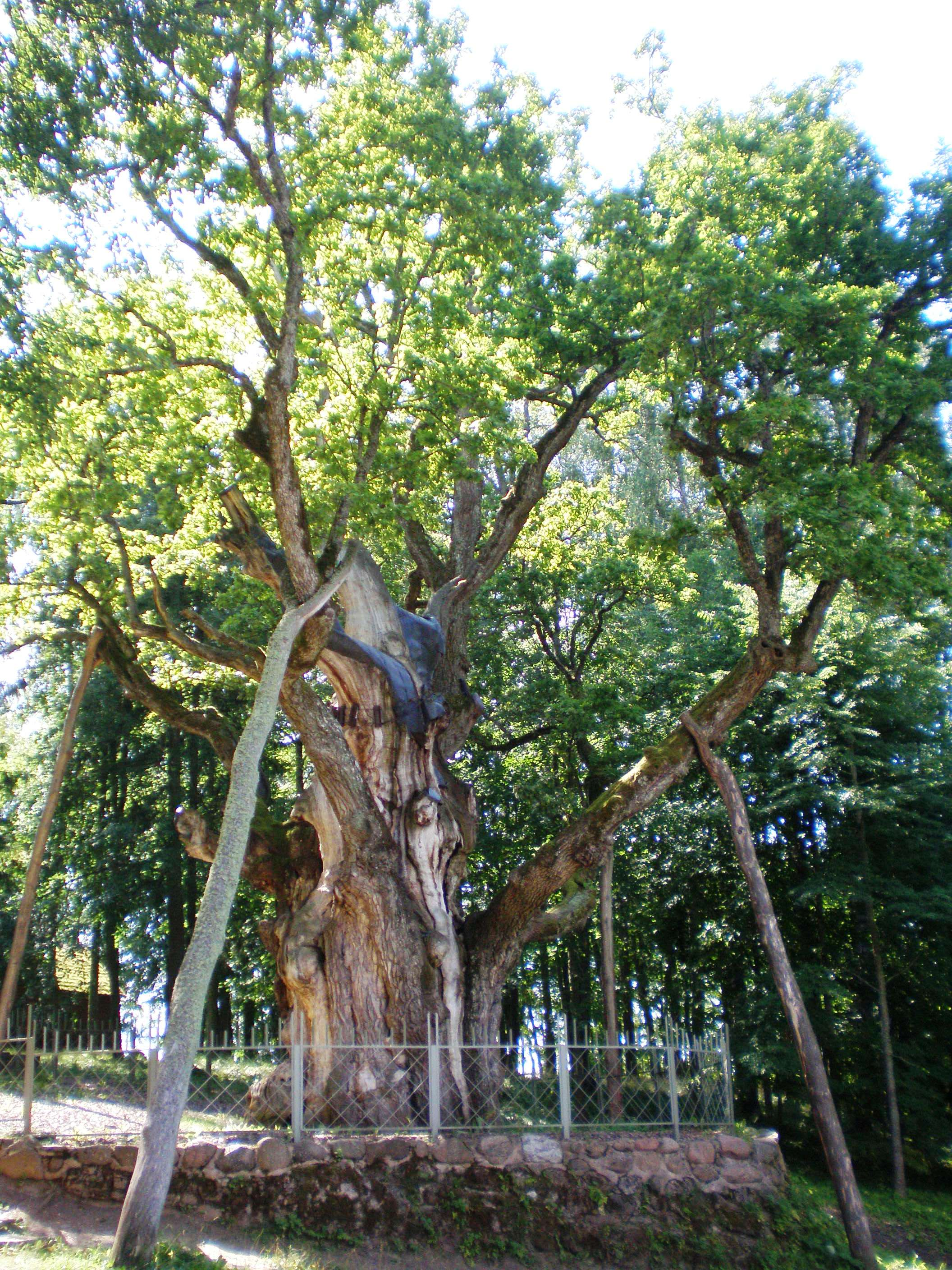
Roure de Stelmužė